# قائمة سدود كهرومائية في إثيوبيا
تعتبر إثيوبيا نفسها قوة أفريقية بسبب إمكاناتها العالية لتوليد الطاقة الكهرومائية. وقد تم تسخير جزء صغير فقط من هذه الإمكانات حتى الآن. في عام 2009، كان أقل من 10٪ من الإثيوبيين يستطيعون الحصول على الكهرباء. وكانت البلد تُعاني من انقطاع التيار الكهربائي. ومن أجل التغلب على هذا الوضع، شرعت الحكومة في تنفيذ برنامج طموح لبناء السدود. وقد تكلفت بثلاث محطات لتوليد الطاقة الكهرومائية بسعة مجتمعة 1.18 جيجا وات، وليتم التجهيز لها في عام 2009 وعام 2010 فقط. أكثر من مضاعفة القدرة المركبة السابقة للبلاد. بدأت أكبر محطة كهرومائية في إثيوبيا، بيليس Beles، العملية الأولى لها في مايو 2010. وقد تم توقيع عقود أيضاً لبناء خمس سدود كبيرة أخرى. وبمجرد الانتهاء، والذي من المتوقع أن يكون تقريباً عام 2015، فإن هذه السدود كفيلة لزيادة القدرة المركبة من أقل من 1 جيجاوات في عام 2008 جيجاوات إلى أكثر من 11 جيجاوات. ومن المتوقع بناء المزيد من السدود الكبيرة في الخطة الرئيسية التي تهدف لزيادة الطاقة الانتاجية إلى 15 جيجاوات. في حين أن هذه الزيادة هائلة، إلا أنه يعادل تقريباً قدرة جميع محطات توليد الكهرباء في البرتغال. إن الطلب على الطاقة في إثيوبيا مُقيد بسبب الفقر، وبالتالي فإن خطط البلاد لتصدير الطاقة إلى السودان وكينيا وجيبوتي واليمن ومصر مُقيدة. حتى فوائد السدود لا تقتصر فقط على الطاقة الكهرمائية. العديد من السدود هي سدود متعددة الأغراض التي تم تصميمها أيضاً لتوفير المياه لأغراض الري والسيطرة على الفيضانات. ومع ذلك، من المتوقع أن تكون الفائدة الرئيسية من السدود هي توليد الطاقة الكهرمائية.
بناء السدود الكبيرة تستلزم الكثير من التكاليف الملموسة وغير الملموسة. التكلفة المالية نفسها هي بالفعل كبيرة. كما أن إعادة التوطين تُضاف إلى التكاليف الاجتماعية للسدود. الترسيب والتآكل دون رادع في مستجمعات المياه العليا من الأنهار يقلل من العمر الافتراضي للخزانات. كما تُفرض التكاليف البيئية على مجتمعات دول المصب من السدود في إثيوبيا.

## قائمة السدود ومحطات الطاقة الهيدروكهرومائية
| الاسم                      | القدرة       | عام التعهد                                               | حوض النهر                          | المقاول                                                | التمويل                              | التكلفة                                                                            | ملاحظات           |
| -------------------------- | ------------ | -------------------------------------------------------- | ---------------------------------- | ------------------------------------------------------ | ------------------------------------ | ---------------------------------------------------------------------------------- | ----------------- |
| فنشا                       | 134 ميجاوات  | 1973                                                     | فنشا النيل الأزرق                  |                                                        |                                      |                                                                                    | استخدامه للري     |
| جيلجل جب 1                 | 180 ميجاوات  | 2004                                                     | نهر جيلجل جب                       | ساليني (عطاءات)                                        | البنك الدولي                         | 331 مليون دولار                                                                    |                   |
| تاكيزي                     | 300 ميجاوات  | 2009                                                     | تاكيزي عطبرة                       | مؤسسة سينوهيدرو (عطاءات)                               | تمويل صيني                           | 365 مليون دولار                                                                    | إنتاج 300 ميجاوات |
| بيليس                      | 460 ميجاوات  | 2010                                                     | بحيرة تانا، النيل الأزرق           | ساليني (لا عطاءات)                                     | الحكومة الإثيوبية                    |                                                                                    | ري 140,000 هكتار  |
| جيلجل جب 2                 | 420 ميجاوات  | 2010                                                     | نهر أومو، (لا سد يُغذي بجيلجل جب 1) | ساليني (لا عطاءات)                                     | تمويل إيطالي وبنك الإستثمار الأوروبي | 370 مليون يورو                                                                     |                   |
| سد جيلجل جيب III           | 1870 ميجاوات | نهر أومو                                                 | ساليني (لا عطاءات)                 | تمويل الحكومة الإثيوبية والبنك الصناعي والتجاري الصيني | 1.55 بليون يورو                      | تواجه انتقادات بيئية شديدة ولكن التقدم في العمل (أنجزت 50٪ اعتبارا من ديسمبر 2011) |                   |
| فينشا أمرتي نيسي           | 100 ميجاوات  | 2012                                                     | فينشا (النيل الأزرق)               | مجموعة شركات جزهوبا الصينية                            | تمويل بنك إكسيم الصيني               | 276 مليون دولار                                                                    |                   |
| هاليلي وورابيس             | 440 ميجاوات  | 2014                                                     | نهر أومو                           | مؤسسة سينوهيدرو                                        |                                      | 470 مليون يورو                                                                     |                   |
| جيلجل جب 4                 | 2000 ميجاوات | 2014                                                     | روافد نهر أومو                     | مؤسسة سينهيدرو                                         | التمويل صيني                         | 1.9 مليار دولار                                                                    |                   |
| شيموجا ييدا                | 278 ميجاوات  | 2013، أحد روافد نهر النيل الأزرق، بالقرب من ديبري ماركوس | مؤسسة سينوهيدرو                    | الصين                                                  | 455 مليون يورو                       | سيتكون من 5 سدود متداخلين (أو مرتبطين ببعضهم البعض)                                |                   |
| كنال داوا 3                | 256 ميجاوات  | تم عرضها في 2009                                         | بين أورومو ودولة الصومال           | شركة سي جي جي سي الصينية                               | 408 ميليون دولار                     | تمت دراسة الجدوى بواسطة لاهمير وبتمويل بنك التنمية الأفريقي                        |                   |
| سد النهضة الإثيوبية الكبير | 6000 ميجاوات | تم عرضها في 2018                                         | النيل الأزرق                       | ساليني                                                 | 4,8 بليون يورو                       | تمت بدون طرح عطاء تنافسي                                                           |                   |